# BC Avtodor Saratov
El BC Avtodor Saratov (ruso Баскетбольный клуб Автодор Саратов) es un equipo ruso de baloncesto profesional de la ciudad de Saratov, perteneciente al Óblast de Saratov, que milita en la VTB United League. Disputa sus partidos en el FOK Zvezdny, con capacidad para 5000 espectadores.

## Historia
En 2009 se proclamó campeón de la Superliga B, logrando el ascenso de categoría, llegando a semifinales de la Superliga de Baloncesto de Rusia en 2013 y proclamándose campeón al año siguiente, lo que hizo que ascendiera a la VTB United League. En competiciones europeas, sus mejores resultados los obtuvieron en 2001 y 2002, llegando en ambas ocasiones a los octavos de final de la Copa Korac.

## Temporada a temporada
| Temporada | Competición doméstica | Competición doméstica | Competición doméstica | Copa de Rusia    | Competiciones europeas | Competiciones europeas | Competiciones europeas |
| Temporada | Nivel                 | Liga                  | Pos.                  | Copa de Rusia    | Nivel                  | Liga                   | Resultado              |
| --------- | --------------------- | --------------------- | --------------------- | ---------------- | ---------------------- | ---------------------- | ---------------------- |
| 1993–94   | 1                     | Super League          | 2º                    | No participó     | 3                      | Korać Cup              | 2R                     |
| 1994–95   | 1                     | Super League          | 4º                    | No participó     | 2                      | Saporta Cup            | 1R                     |
| 1995–96   | 1                     | Super League          | 3º                    | No participó     | 3                      | Korać Cup              | 16F                    |
| 1996–97   | 1                     | Super League          | 2º                    | No participó     | 2                      | Saporta Cup            | 8F                     |
| 1997–98   | 1                     | Super League          | 2º                    | No participó     | 2                      | Saporta Cup            | SF                     |
| 1998–99   | 1                     | Super League          | 2º                    | Not held         | 1                      | Euroleague             | 1GS                    |
| 1999–00   | 1                     | Super League          | 6º                    | Retirado         | 2                      | Saporta Cup            | GS                     |
| 2000–01   | 1                     | Super League          | 6º                    | No participó     | 3                      | Korać Cup              | 8F                     |
| 2001–02   | 1                     | Super League          | 4º                    | No participó     | 3                      | Korać Cup              | 8F                     |
| 2002–03   | 1                     | Super League          | 6º                    | Cuartos de final | 4                      | Europe Cup             | CGS                    |
| 2003–04   | 1                     | Super League          | 10º                   | Octavos de final | 4                      | Europe Cup             | QF                     |
| 2004–05   | 2                     | Super League          | 10º                   | DNP              |                        |                        |                        |
| 2005–06   | 3                     | Higher League         | 8º                    | DNP              |                        |                        |                        |
| 2006–07   | 3                     | Higher League         | 8º                    | Group stage      |                        |                        |                        |
| 2007–08   | 3                     | Higher League         | 8º                    | Group stage      |                        |                        |                        |
| 2008–09   | 2                     | Super League          | 1º                    | DNP              |                        |                        |                        |
| 2009–10   | 3                     | Higher League         | 12º                   | DNP              |                        |                        |                        |
| 2010–11   | 3                     | Higher League         | 9º                    | Fase de grupos   |                        |                        |                        |
| 2011–12   | 3                     | Higher League         | 5º                    | Octavos de final |                        |                        |                        |
| 2012–13   | 2                     | Super League          | 3º                    | Octavos de final |                        |                        |                        |
| 2013–14   | 2                     | Super League          | 1º                    | Cuartos de final |                        |                        |                        |
| 2014–15   | 1                     | VTB United League     | 7º                    | Fase de grupos   | 3                      | EuroChallenge          | QF                     |
| 2015–16   | 1                     | VTB United League     | 6º                    | DNP              | 2                      | Eurocup                | L32                    |
| 2016–17   | 1                     | VTB United League     | 10º                   | Round of 64      | 3                      | Champions League       | POQ                    |
| 2017–18   | 1                     | VTB United League     | 6º                    |                  | 3                      | Champions League       | QR3                    |
| 2017–18   | 1                     | VTB United League     | 6º                    | 4                | FIBA Europe Cup        | RS                     |                        |
| 2018–19   | 1                     | VTB United League     |                       |                  | 3                      | Champions League       | QR1                    |
| 2018–19   | 1                     | VTB United League     | 4                     | FIBA Europe Cup  |                        |                        |                        |

## Palmarés
- Campeón de la Superliga B (2009)
- Campeón de la Superliga (2014)

## Jugadores destacados
| - Dejan Ivanov - Kaloyan Ivanov - Rihards Kuksiks - Žanis Peiners - Roberts Štelmahers - Gintaras Einikis - Darius Lukminas - Tunji Awojobi - Benjamin Eze - Julius Nwosu - Semión Antónov - Serguéi Chikalkin - Andréi Fetísov - Artur Gazaev - Aleksandr Gutorov - Serguéi Ivánov (baloncestista) - Víktor Jriapa - Vladislav Kondratov - Yaroslav Korolev - Fedor Likholitov | - Andrey Malcev - Aleksandr Miloserdov - Nikita Morgunov - Sergei Monia - Vitali Nósov - Yevgueni Pashutin - Zakhar Pashutin - Mikhail Soloviev - Artem Yakovenko - Anton Yudin - Beno Udrih - Bojan Janković - Slavisa Lalic - Şemsettin Baş - Artur Drozdov - Kyrylo Fesenko - Grigorij Khizhnyak - Nikolay Khryapa - Maurice Baker - Jeremiah Cathey | - Micah Downs - Spencer Dunkley - Acie Earl - Sherell Ford - Courtney Fortson - Jerald Honeycutt - Sam Mack - Darrick Martin - Tommy McGhee - Isaiah Morris - Bryant Notree - Travis Peterson - Hakeem Rollins - Kevin Simpson - Kebu Stewart - Raymond Sykes - Korleone Young - Vladimir Veremeenko - Cyrille Makanda - Steve Burtt (1984) |